# Compagnie des Dombes et des chemins de fer du Sud-Est
La Compagnie des Dombes et des chemins de Fer du Sud-Est (DSE), est une société anonyme créée en 1872 pour se substituer à la Compagnie de la Dombes.

## Histoire
La société anonyme des Dombes et des chemins de fer du Sud-Est est constituée le 25 septembre 1869 par un acte reçu par Maîtres Lombard-Morel et Johanard notaires à Lyon. Elle dispose d'un capital de douze millions cinq-cent mille francs. En décembre elle annonce par voie de presse qu'à partir du 1er janvier 1870 ses actionnaires pourront se présenter dans ses bureaux, au no 1 de la rue des Archers, pour échanger leurs titres anciens contre ceux de la Compagnie transformée et pour recevoir comme à compte de dividende de l'exercice 1869, la somme de six francs et vingt centimes par actions.
Le 7 mai 1872 elle succède à la Compagnie de La Dombes fondée en 1863 par les frères Félix et Lucien Mangini. Son siège est à Lyon  dans les bâtiments de la gare de Lyon-Saint-Paul. 
La compagnie DSE va développer dans la région lyonnaise un important réseau de lignes de chemin de fer qu'elle revendra ensuite au PLM en 1883. Elle conservera jusqu'en 1897 l'exploitation de la ligne de Lyon Croix-Rousse à Sathonay et Trévoux.

## Réseau

### Lignes concédées
- Ligne de Sathonay à Bourg-en-Bresse, ouverture le 1er septembre 1866
- Ligne de Paray-le-Monial à Cluny et Macon, ouverture le 22 août 1870
- Ligne de Chalon-sur-Saône à Bourg-en-Bresse,

Chalon-sur-Saône à Saint-Germain-du-Plain, ouverture le 3 avril 1871
Saint-Germain-du-Plain - Bourg en Bresse, ouverture le 19 janvier 1878
- Ligne de Saint-Germain-du-Plain à Lons-le-Saunier, ouverture le 3 avril 1871
- Ligne d'Ambérieu à Montalieu-Vercieu, ouverture le 5 septembre 1875
- Ligne de Lyon-Saint-Paul à Montbrison, ouverture le 17 janvier 1876
- Ligne de Bourg-en-Bresse à la Cluse, ouverture le 6 juillet 1876
- Ligne de La Cluse à Bellegarde-sur-Valserine, ouverture le 1er avril 1882

### Ligne rétrocédée
- Ligne de Lyon-Croix-Rousse à Trévoux